# ATC A16 – A tápcsatorna és az anyagcsere egyéb gyógyszerei
Az ATC A16 – A tápcsatorna és az anyagcsere egyéb gyógyszerei a gyógyszerek anatómiai, gyógyászati és kémiai osztályozási rendszerének (ATC) egyik alcsoportja.
| ATC A   | Tápcsatorna és anyagcsere                                                      |
| ------- | ------------------------------------------------------------------------------ |
| ATC A01 | Sztomatológiai készítmények                                                    |
| ATC A02 | Gyomorsavval kapcsolatos betegségek kezelésére szolgáló szerek                 |
| ATC A03 | Funkcionális emésztőszervi rendellenességek gyógyszerei                        |
| ATC A04 | Hányáscsillapítók és émelygés elleni szerek                                    |
| ATC A05 | Epe- és májterápia                                                             |
| ATC A06 | Hashajtók                                                                      |
| ATC A07 | Hasmenésgátlók és a bél gyulladásos / fertőzéses megbetegedéseinek gyógyszerei |
| ATC A08 | Fogyasztószerek a diétás készítmények kivételével                              |
| ATC A09 | Digesztívumok, beleértve az enzimeket                                          |
| ATC A10 | Antidiabetikus terápia                                                         |
| ATC A11 | Vitaminok                                                                      |
| ATC A12 | Ásványi sók                                                                    |
| ATC A13 | Roborálószerek                                                                 |
| ATC A14 | Szisztémás anabolikumok                                                        |
| ATC A15 | Étvágyjavítók                                                                  |
| ATC A16 | A tápcsatorna és az anyagcsere egyéb gyógyszerei                               |

## A16A Tápcsatorna és anyagcsere egyéb gyógyszerei

### A16AA Aminosavak és származékaik
| ATC     | Magyar       | INN            | Gyógyszerkönyv |
| ------- | ------------ | -------------- | -------------- |
| A16AA01 | Levokarnitin | Levocarnitine  | Levocarnitinum |
| A16AA02 | Ademetionin  | Ademetionine   |                |
| A16AA03 | Levoglutamid | Levoglutamide  |                |
| A16AA04 | Merkaptamin  | Mercaptamine   |                |
| A16AA05 | Kargluminsav | Carglumic acid |                |
| A16AA06 | Betain       | Betaine        |                |

### A16ABEnzimek
| ATC     | Magyar            | INN                | Gyógyszerkönyv |
| ------- | ----------------- | ------------------ | -------------- |
| A16AB01 | Algluceráz        | Alglucerase        |                |
| A16AB02 | Imigluceráz       | Imiglucerase       |                |
| A16AB03 | Agalszidáz alfa   | Agalsidase alfa    |                |
| A16AB04 | Agalszidáz beta   | Agalsidase beta    |                |
| A16AB05 | Laronidáz         | Laronidase         |                |
| A16AB06 | Szakrozidáz       | Sacrosidase        |                |
| A16AB07 | Alglukozidáz alfa | Alglucosidase alfa |                |
| A16AB08 | Galszulfáz        | Galsulfase         |                |
| A16AB09 | Idurszulfáz       | Idursulfase        |                |
| A16AB10 | Velagluceráz alfa | Velaglucerase alfa |                |
| A16AB11 | Taligluceráz alfa | Taliglucerase alfa |                |
| A16AB12 | Eloszulfáz alfa   | Elosulfase alfa    |                |

### A16AXTápcsatorna és anyagcsere egyéb gyógyszerei
| ATC     | Magyar                | INN                     | Gyógyszerkönyv          |
| ------- | --------------------- | ----------------------- | ----------------------- |
| A16AX01 | Tioktinsav            | Tioctic acid            | Acidum thiocticum       |
| A16AX02 | Anetol-trition        | Anethole trithione      |                         |
| A16AX03 | Nátrium-fenilbutirát  | Sodium phenylbutyrate   |                         |
| A16AX04 | Nitiszinon            | Nitisinone              |                         |
| A16AX05 | Cink-acetát           | Zinc acetate            | Zinci acetas dihydricus |
| A16AX06 | Miglusztát            | Miglustat               |                         |
| A16AX07 | Szapropterin          | Sapropterin             |                         |
| A16AX08 | Teduglutid            | Teduglutide             |                         |
| A16AX09 | Glicerin-fenilbutirát | Glycerol phenylbutyrate |                         |
| A16AX10 | Eliglusztát           | Eliglustat              |                         |